# الموسيقى والذكاء الاصطناعي
الموسيقى والذكاء الاصطناعي (بالإنجليزية: Music and artificial intelligence) هو تطوير برامج برنامج موسيقي ‏ التي تستخدم الذكاء الاصطناعي لتوليد الموسيقى. كما هو الحال مع التطبيقات في مجالات أخرى، فإن الذكاء الاصطناعي في الموسيقى يحاكي أيضًا المهام العقلية. الميزة البارزة هي قدرة خوارزمية الذكاء الاصطناعي على التعلم بناءً على البيانات السابقة، كما هو الحال في تكنولوجيا المرافقة الحاسوبية، حيث يكون الذكاء الاصطناعي قادرًا على الاستماع إلى أداء بشري وأداء المرافقة. ويقود الذكاء الاصطناعي أيضًا تقنية التأليف التفاعلية، حيث يقوم الكمبيوتر بتأليف الموسيقى استجابةً للأداء الحي. هناك تطبيقات أخرى للذكاء الاصطناعي في الموسيقى لا تشمل فقط تأليف الموسيقى وإنتاجها وأدائها، بل تشمل أيضًا كيفية تسويق الموسيقى واستهلاكها. وقد تم أيضًا تطوير العديد من برامج تشغيل الموسيقى لاستخدام تقنية التعرف على الصوت ومعالجة اللغة الطبيعية للتحكم في صوت الموسيقى. تتضمن الأبحاث الحالية تطبيق الذكاء الاصطناعي في تأليف الموسيقى والأداء والنظرية ومعالجة الصوت الرقمي. كان الملحنون/الفنانون مثل جينيفر والش ‏ أو هولي هيرندون يستكشفون جوانب الذكاء الاصطناعي الموسيقي لسنوات في عروضهم وأعمالهم الموسيقية. يمكن العثور على نهج أصلي آخر للبشر «تقليد الذكاء الاصطناعي» في التركيب الصوتي رباعيات وترية ‏ الذي تبلغ مدته 43 ساعة لجورج لينتز ‏.
اقترح مؤرخ الفن في القرن العشرين إروين بانوفسكي أنه في كل الفنون، توجد ثلاثة مستويات من المعنى: المعنى الأساسي، أو الموضوع الطبيعي؛ والمعنى الثانوي، أو الموضوع التقليدي؛ والمعنى الثالثي، المحتوى الجوهري للموضوع. يستكشف الذكاء الاصطناعي للموسيقى أهم هذه الأمور، حيث يخلق موسيقى بدون «القصد» الذي يكمن وراءها عادةً، مما يجعل الملحنين الذين يستمعون إلى القطع التي تم إنشاؤها بواسطة الآلة يشعرون بالقلق بسبب الافتقار إلى المعنى الواضح.

## التاريخ
في الخمسينيات والستينيات من القرن العشرين، لم تكن الموسيقى التي تم إنشاؤها بواسطة الذكاء الاصطناعي أصلية تمامًا، بل تم إنشاؤها من قوالب حددها الناس بالفعل وقدموها للذكاء الاصطناعي، وهذا ما يُعرف باسم الأنظمة القائمة على القواعد. مع مرور الوقت، أصبحت أجهزة الكمبيوتر أكثر قوة، مما سمح للتعلم الآلي والشبكات العصبية الاصطناعية بالمساعدة في صناعة الموسيقى من خلال إعطاء الذكاء الاصطناعي كميات كبيرة من البيانات لمعرفة كيفية صنع الموسيقى بدلاً من القوالب المحددة مسبقًا. بحلول أوائل العقد الأول من القرن الحادي والعشرين، تم تحقيق المزيد من التقدم في مجال الذكاء الاصطناعي، مع استخدام الشبكات التنافسية التوليدية (GANs) والتعلم العميق لمساعدة الذكاء الاصطناعي في تأليف المزيد من الموسيقى الأصلية التي أصبحت أكثر تعقيدًا وتنوعًا مما كان ممكنًا من قبل. لقد أثبتت المشاريع البارزة المعتمدة على الذكاء الاصطناعي، مثل أوبن إيه آي من أوبن أيه آي وماجنتا من جوجل، قدرة الذكاء الاصطناعي على إنشاء مقطوعات موسيقية تحاكي الأنماط الموسيقية المختلفة.

### الجدول الزمني
يجد الذكاء الاصطناعي بداياته في الموسيقى من خلال مشكلة النسخ: تسجيل الأداء بدقة في النوتة الموسيقية أثناء العزف. تم تنفيذ مخطط الأب إنغراميل ‏ لـ«لفافة البيانو»، وهي طريقة لتسجيل توقيت النوتة ومدتها تلقائيًا بطريقة يمكن نسخها بسهولة إلى تدوين موسيقي سليم يدويًا، لأول مرة من قبل المهندسين الألمان جيه إف أونجر وجيه هولفيلد في عام 1752.
في عام 1957، أنتج جهاز إيلياك الأول (جهاز الكمبيوتر الآلي في إلينوي) «مجموعة إيلياك للرباعية الوترية»، وهي قطعة موسيقية تم إنشاؤها بالكامل بواسطة الكمبيوتر. تم برمجة الكمبيوتر لإنجاز هذا بواسطة الملحن ليجارين هيلر ‏ وعالم الرياضيات ليونارد إيزاكسون ‏.:v–vii في عام 1960، نشر الباحث الروسي رودولف زاريبوف أول بحث عالمي حول تأليف الموسيقى الخوارزمية باستخدام الكمبيوتر أورال-1.
في عام 1965، قام المخترع راي كورزويل بتطوير برنامج قادر على التعرف على الأنماط الموسيقية وتوليف مقطوعات موسيقية جديدة منها. ظهر الكمبيوتر لأول مرة في برنامج المسابقات لقد حصلت على سر ‏ في نفس العام.
بحلول عام 1983، اكتسب نظام الموسيقى كينزاي من شركة ياماها زخمًا كبيرًا، وتم نشر ورقة بحثية حول تطويره في عام 1989. استخدم البرنامج معالجة معلومات الموسيقى وتقنيات الذكاء الاصطناعي لحل مشكلة النسخ للألحان البسيطة بشكل أساسي، على الرغم من أن الألحان ذات المستوى الأعلى والتعقيدات الموسيقية تعتبر حتى اليوم مهام تعلم عميق صعبة، ولا يزال النسخ شبه المثالي موضوعًا للبحث.
في عام 1997، ظهر برنامج ذكاء اصطناعي يُدعى تجارب في الذكاء الموسيقي (EMI) يتفوق على ملحن بشري في مهمة تأليف مقطوعة موسيقية لتقليد أسلوب باخ. ستصبح تجارب في الذكاء الموسيقي لاحقًا الأساس لخوارزمية أكثر تطورًا تسمى إميلي هاويل ‏، والتي سميت على اسم منشئها.
في عام 2002، قام فريق البحث الموسيقي في مختبر علوم الكمبيوتر التابع لشركة سوني في باريس، بقيادة الملحن والعالم الفرنسي فرانسوا باتشيت ‏، بتصميم المستمر، وهي خوارزمية قادرة بشكل فريد على استئناف مقطوعة موسيقية بعد توقف موسيقي حي.
واصلت إميلي هاويل ‏ تحقيق التقدم في مجال الذكاء الاصطناعي الموسيقي، حيث نشرت ألبومها الأول من الظلام، النور في عام 2009. ومنذ ذلك الحين، تم نشر العديد من المقالات الأخرى التي تتناول الذكاء الاصطناعي ومجموعات مختلفة.
في عام 2010، أصبح إياموس أول ذكاء اصطناعي ينتج جزءًا من الموسيقى الكلاسيكية المعاصرة الأصلية، بأسلوبه الخاص: «عمل إياموس الأول». يقع هذا الكمبيوتر في جامعة مالقة في إسبانيا، ويمكنه إنشاء قطعة أصلية بالكامل في مجموعة متنوعة من الأنماط الموسيقية.:468–481 في أغسطس 2019، تم إنشاء مجموعة بيانات كبيرة تتكون من 12197 أغنية ميدي، كل منها مع كلماتها وألحانها، للتحقيق في جدوى إنشاء اللحن العصبي من الكلمات باستخدام طريقة (بالإنجليزية: LSTM-GAN) الشرطية العميقة.
مع التقدم في مجال الذكاء الاصطناعي التوليدي، بدأت تظهر نماذج قادرة على إنشاء مؤلفات موسيقية كاملة (بما في ذلك كلمات الأغاني) من وصف نصي بسيط. من بين تطبيقات الويب البارزة في هذا المجال سونو أيه آي، الذي تم إطلاقه في ديسمبر 2023، وأوديو، الذي تبعه في أبريل 2024.

## تطبيقات البرمجيات

### تشاك
تم تطوير تشاك في جامعة برينستون بواسطة جي إي وانغ وبيري كوك، وهي لغة نصية متعددة المنصات. من خلال استخراج وتصنيف التقنيات النظرية التي يجدها في القطع الموسيقية، يصبح البرنامج قادرًا على تركيب قطع جديدة تمامًا من التقنيات التي تعلمها. يتم استخدام هذه التقنية بواسطة سلورك (أوركسترا ستانفورد للكمبيوتر المحمول)  وبي إل أو آر كي (أوركسترا برينستون للكمبيوتر المحمول).

### جوكيدك
كان جوكيدك موقعًا إلكترونيًا يسمح للأشخاص باستخدام الذكاء الاصطناعي لإنشاء موسيقى أصلية خالية من حقوق الملكية لاستخدامها في مقاطع الفيديو. بدأ الفريق في بناء تقنية توليد الموسيقى في عام 2010، وشكلوا شركة حولها في عام 2012، وأطلقوا الموقع الإلكتروني علنًا في عام 2015. كانت التكنولوجيا المستخدمة في الأصل عبارة عن نظام تكوين خوارزمي ‏ قائم على القواعد، والذي تم استبداله لاحقًا بالشبكات العصبية الاصطناعية. تم استخدام الموقع لإنشاء أكثر من مليون قطعة موسيقية، ومن بين العلامات التجارية التي استخدمته شركة كوكاكولا، وجوجل، وتلفزيون المملكة المتحدة ‏، ومتحف التاريخ الطبيعي في لندن. في عام 2019، استحوذت شركة بايت دانس على الشركة.

### مورفيوس
مورفيوس هو مشروع بحثي من قبل دوريان هيرمانز ‏ وإيلين تشيو في جامعة كوين ماري في لندن، ممول من مشروع ماري سكودوفسكا كوري التابع للاتحاد الأوروبي. يستخدم النظام نهج تحسين يعتمد على خوارزمية بحث الجوار المتغيرة ‏ لتحويل قطع القالب الموجودة إلى قطع جديدة بمستوى محدد من التوتر اللوني الذي يتغير ديناميكيًا في جميع أنحاء القطعة. يسمح نهج التحسين هذا بدمج تقنية اكتشاف الأنماط من أجل فرض هيكل طويل الأمد وموضوعات متكررة في الموسيقى المولدة. تم تقديم القطع الموسيقية التي ألفها مورفيوس في حفلات موسيقية في ستانفورد ولندن.

### أيفا
تم إنشاء أيفا في فبراير 2016 في لوكسمبورج، وهو برنامج ينتج الموسيقى التصويرية لأي نوع من الوسائط. تعتمد الخوارزميات وراء أيفا على هياكل التعلم العميق كما تم استخدام أيفا أيضًا لتأليف مسار روك يسمى (بالإنجليزية: On the Edge)، بالإضافة إلى أغنية البوب (بالإنجليزية: Love Sick) بالتعاون مع المغنية تارين سذرن ‏، لإنشاء ألبومها لعام 2018 (بالإنجليزية: I am AI).

### جوجل ماجنتا
نشر فريق ماجنتا التابع لشركة جوجل العديد من تطبيقات الموسيقى القائمة على الذكاء الاصطناعي والأوراق الفنية منذ إطلاقها في عام 2016. في عام 2017، أصدروا خوارزمية إن سينث ‏ ومجموعة البيانات، وأداة موسيقية مفتوحة المصدر، مصممة لتسهيل استخدام الموسيقيين للخوارزمية. تم استخدام هذه الآلة من قبل فنانين بارزين مثل غرايمس ويات في ألبوماتهم. في عام 2018، أصدروا تطبيقًا للارتجال على البيانو يسمى جني البيانو. تبع ذلك لاحقًا ماجنتا ستوديو، وهو عبارة عن مجموعة من 5 مكونات إضافية لميدي تسمح لمنتجي الموسيقى بتطوير الموسيقى الموجودة في محطة عمل الصوت الرقمي الخاصة بهم. في عام 2023، نشر فريق التعلم الآلي الخاص بهم ورقة فنية على غيت هاب تصف موسيقى إل إم، وهو مولد خاص لتحويل النص إلى موسيقى قاموا بتطويره.

### سبايك للذكاء الاصطناعي
سبايك للذكاء الاصطناعي هو مكون إضافي صوتي ‏ يعتمد على الذكاء الاصطناعي، تم تطويره بواسطة سبايك ستنت ‏ بالتعاون مع ابنه جوشوا ستنت وصديقه هنري رامزي، والذي يقوم بتحليل المسارات وتقديم اقتراحات لزيادة الوضوح والجوانب الأخرى أثناء المزج. يتم إجراء التواصل باستخدام برنامج المحادثة الآلي المدرب على البيانات الشخصية لسبايك ستنت. يتم دمج البرنامج الإضافي في محطة عمل الصوت الرقمية.

## التطبيقات الموسيقية
يمكن للذكاء الاصطناعي أن يؤثر بشكل محتمل على كيفية إنشاء المنتجين للموسيقى من خلال تقديم تكرارات للمسار تتبع مطالبة قدمها المبدع. تسمح هذه المطالبات للذكاء الاصطناعي باتباع أسلوب معين يحاول الفنان تحقيقه. وقد شوهدت الذكاء الاصطناعي أيضًا في التحليل الموسيقي حيث تم استخدامه لاستخراج الميزات والتعرف على الأنماط والتوصيات الموسيقية. تم إنشاء أدوات جديدة مدعومة بالذكاء الاصطناعي للمساعدة في إنشاء مؤلفات موسيقية أصلية، مثل أيفا (الفنان الافتراضي للذكاء الاصطناعي) و أوديو. يتم ذلك من خلال إعطاء نموذج الذكاء الاصطناعي بيانات للموسيقى الموجودة بالفعل وجعله يحلل البيانات باستخدام تقنيات التعلم العميق لتوليد الموسيقى في العديد من الأنواع المختلفة، مثل الموسيقى الكلاسيكية أو الموسيقى الإلكترونية.

## الاعتبارات الأخلاقية والقانونية
على الرغم من أن الذكاء الاصطناعي يساعد في إنتاج موسيقى جديدة، إلا أن العديد من القضايا ظهرت منذ أن بدأ الذكاء الاصطناعي في صنع الموسيقى. تتضمن بعض المخاوف الرئيسية كيفية تأثر الاقتصاد باستيلاء الذكاء الاصطناعي على إنتاج الموسيقى، ومن يملك حقًا الموسيقى التي يولدها الذكاء الاصطناعي، وانخفاض الطلب على المؤلفات الموسيقية من صنع الإنسان. يزعم بعض النقاد أن الذكاء الاصطناعي يقلل من قيمة الإبداع البشري، في حين يرى المؤيدون أنه أداة تكميلية تعمل على توسيع الإمكانيات الفنية بدلاً من استبدال الموسيقيين البشر.
بالإضافة إلى ذلك، أثيرت مخاوف بشأن قدرة الذكاء الاصطناعي على توحيد الموسيقى. في كثير من الأحيان، تولد النماذج التي تعتمد على الذكاء الاصطناعي مؤلفات موسيقية بناءً على الاتجاهات الحالية، وهو ما يخشى البعض أن يحد من التنوع الموسيقي. ولمعالجة هذا القلق، يعمل الباحثون على أنظمة الذكاء الاصطناعي التي تتضمن عناصر إبداعية أكثر دقة، مما يسمح بتنوع أسلوبي أكبر.
هناك قلق كبير آخر بشأن الذكاء الاصطناعي في الموسيقى وهو قوانين حقوق النشر. تم طرح العديد من الأسئلة حول من يملك الموسيقى والإنتاجات التي تم إنشاؤها بواسطة الذكاء الاصطناعي، حيث تتطلب قوانين حقوق النشر اليوم أن يكون العمل مرخصًا من قبل الإنسان من أجل منحه حماية حقوق النشر. أحد الحلول المقترحة هو إنشاء قوانين هجينة تعترف بالذكاء الاصطناعي الذي أنتج الخلق والبشر الذين ساهموا في الخلق.
في الولايات المتحدة، يميل الإطار القانوني الحالي إلى تطبيق قوانين حقوق النشر التقليدية على الذكاء الاصطناعي، على الرغم من اختلافه مع العملية الإبداعية البشرية. ومع ذلك، فإن مخرجات الموسيقى التي يتم إنشاؤها فقط بواسطة الذكاء الاصطناعي لا تتمتع بحماية حقوق الطبع والنشر. في ملخص ممارسات مكتب حقوق الطبع والنشر الأمريكي ‏، ذكر مكتب حقوق الطبع والنشر أنه لن يمنح حقوق الطبع والنشر «للأعمال التي تفتقر إلى التأليف البشري» و«لن يسجل المكتب الأعمال التي تنتجها آلة أو عملية ميكانيكية مجردة تعمل بشكل عشوائي أو تلقائي دون أي مدخلات إبداعية أو تدخل من مؤلف بشري.» في فبراير 2022، رفضت لجنة مراجعة حقوق الطبع والنشر طلبًا لحقوق الطبع والنشر للأعمال الفنية التي تم إنشاؤها بواسطة الذكاء الاصطناعي على أساس أنها «تفتقر إلى التأليف البشري المطلوب اللازم لدعم المطالبة بحقوق الطبع والنشر.» كان استخدام الموسيقى المحمية بحقوق الطبع والنشر في تدريب الذكاء الاصطناعي أيضًا موضوعًا للجدل. وقد شوهدت إحدى الأمثلة على ذلك عندما طالبت صاسام، وهي منظمة مهنية تضم مؤلفي الأغاني والملحنين وناشري الموسيقى، شركة بوزالابس، وهي شركة ناشئة لتوليد الموسيقى باستخدام الذكاء الاصطناعي، بالامتناع عن استخدام أي موسيقى تابعة لها في نماذج التدريب.
الوضع في الاتحاد الأوروبي مشابه للوضع في الولايات المتحدة، لأن إطاره القانوني يؤكد أيضًا على دور التدخل البشري في العمل المحمي بحقوق الطبع والنشر. وفقًا لمكتب الملكية الفكرية التابع للاتحاد الأوروبي والاجتهاد القضائي الأخير لمحكمة العدل التابعة للاتحاد الأوروبي، فإن معيار الأصالة يتطلب أن يكون العمل من إبداع المؤلف الفكري الخاص، وأن يعكس شخصية المؤلف من خلال الخيارات الإبداعية التي اتخذها أثناء إنتاجه، ويتطلب مستوى متميزًا من المشاركة البشرية. يستكشف مشروع إعادة إنشاء أوروبا، الممول من برنامج البحث والابتكار أفق 2020 التابع للاتحاد الأوروبي، التحديات التي يفرضها المحتوى الذي يتم إنشاؤه بواسطة الذكاء الاصطناعي بما في ذلك الموسيقى، مما يشير إلى اليقين القانوني والحماية المتوازنة التي تشجع الابتكار مع احترام معايير حقوق النشر. ويشكل الاعتراف بأيفا انحرافًا كبيرًا عن وجهات النظر التقليدية بشأن التأليف وحقوق النشر في مجال تأليف الموسيقى، مما يسمح للفنانين AI القادرين على إصدار الموسيقى وكسب العائدات الملكية. تشير هذه الموافقة إلى أن أيفا هي حالة رائدة حيث تم الاعتراف رسميًا بالذكاء الاصطناعي في إنتاج الموسيقى.
لقد تسببت التطورات الأخيرة في مجال الذكاء الاصطناعي التي حققتها مجموعات مثل ستابيليتي أيه آي وأوبن أيه آي وجوجل في ظهور قدر هائل من مطالبات حقوق الطبع والنشر ضد التكنولوجيا التوليدية، بما في ذلك موسيقى الذكاء الاصطناعي. إذا نجحت هذه الدعاوى القضائية، فإن نماذج التعلم الآلي التي تدعم هذه التقنيات سوف تكون مجموعات البيانات الخاصة بها مقتصرة على المجال العام. وقد تم تحقيق تقدم كبير في معالجة القضايا الأخلاقية أيضًا، مثل التعاون بين ساوند أثكس (شركة تروج للاستخدام الأخلاقي للذكاء الاصطناعي في صناعة الموسيقى) وجامعة كاليفورنيا في إيرفين، مع التركيز على الأطر الأخلاقية والاستخدام المسؤول للذكاء الاصطناعي.

## التزييفات الموسيقية العميقة
إن التطور الأكثر حداثة للذكاء الاصطناعي في الموسيقى هو تطبيق التزييف الصوتي العميق لتحويل كلمات أو أسلوب موسيقي لأغنية موجودة مسبقًا إلى صوت أو أسلوب فنان آخر. وقد أثار هذا العديد من المخاوف بشأن شرعية التكنولوجيا، فضلاً عن أخلاقيات استخدامها، وخاصة في سياق الهوية الفنية. علاوة على ذلك، فقد أثار هذا الأمر أيضًا مسألة من يُنسب إليه تأليف هذه الأعمال. نظرًا لأن الذكاء الاصطناعي لا يستطيع أن يمتلك حقوق التأليف الخاصة به، فإن التكهنات الحالية تشير إلى أنه لن تكون هناك إجابة واضحة حتى يتم اتخاذ المزيد من الأحكام فيما يتعلق بتقنيات التعلم الآلي ككل. بدأت مجموعة جوجل ويونيفرسال ميوزيك في تطوير أحدث التدابير الوقائية، حيث أخذت في الاعتبار حقوق الملكية والإسناد الائتماني للسماح للمنتجين بتقليد أصوات وأنماط الفنانين.

### «قلب على كمي»
في عام 2023، ابتكر فنان يُعرف باسم (بالإنجليزية: ghostwriter977) مقطعًا موسيقيًا مزيفًا يُدعى «قلب على كمي ‏» والذي استنسخ أصوات دريك وذا ويكند من خلال إدخال مجموعة متنوعة من المسارات الصوتية فقط من الفنانين المعنيين في خوارزمية التعلم العميق، مما يؤدي إلى إنشاء نموذج اصطناعي لأصوات كل فنان، والذي يمكن ربط هذا النموذج به على غناء مرجعي ‏ أصلي مع كلمات أصلية. تم تقديم المسار لجائزة غرامي لأفضل أغنية راب وأغنية العام. انتشر بشكل كبير وحظي بشعبية على تيك توك وتلقى استجابة إيجابية من الجمهور، مما أدى إلى إصداره رسميًا على أبل ميوزك وسبوتيفاي ويوتيوب في أبريل 2023. اعتقد الكثيرون أن المسار تم تأليفه بالكامل بواسطة برنامج الذكاء الاصطناعي، لكن المنتج ادعى أن كتابة الأغاني والإنتاج والغناء الأصلي (قبل التحويل) كانت لا تزال من صنعه. سيتم إلغاؤه لاحقًا من أي اعتبارات غرامي بسبب عدم اتباعه للمبادئ التوجيهية اللازمة للنظر في الحصول على جائزة غرامي. سيتم في النهاية إزالة المسار من جميع منصات الموسيقى بواسطة مجموعة يونيفرسال الموسيقية. كانت الأغنية بمثابة نقطة تحول في مجال استنساخ الأصوات بالذكاء الاصطناعي، ومنذ ذلك الحين تم إنشاء نماذج لمئات، إن لم يكن الآلاف، من المطربين ومغني الراب المشهورين.

### «من أين جاء ذلك»
في عام 2013، أصيب مغني موسيقى الريف راندي ترافيس بسكتة دماغية جعلته غير قادر على الغناء. وفي هذه الأثناء، قام المغني جيمس دوبري بجولة نيابة عنه، وغنى أغانيه له. أصدر ترافيس والمنتج المخضرم كايل لينينج ‏ أغنية جديدة في مايو 2024 بعنوان «من أين جاء ذلك؟ ‏»، وهي أول أغنية جديدة لترافيس منذ إصابته بالسكتة الدماغية. يستخدم التسجيل تقنية الذكاء الاصطناعي لإعادة إنشاء صوت ترافيس الغنائي، حيث تم تجميعه من أكثر من 40 تسجيلًا صوتيًا موجودًا إلى جانب تسجيلات دوبري.

## النهج التقني
تشمل موسيقى الذكاء الاصطناعي عددًا من الأساليب التقنية المستخدمة في تأليف الموسيقى وتحليلها وتصنيفها واقتراحها. وتُستمد التقنيات المستخدمة من التعلم العميق، والتعلم الآلي، ومعالجة اللغات الطبيعية، ومعالجة الإشارات. وتستطيع الأنظمة الحالية تأليف مقطوعات موسيقية كاملة، وتحليل المحتوى العاطفي، ومرافقة العازفين آنيًا، واكتساب أنماط من تفضيلات المستخدم والسياق.

### تأليف موسيقي رمزي
توليد الموسيقى الرمزي هو توليد الموسيقى بأشكال رمزية منفصلة، مثل ميدي، حيث تُحدد النوتة الموسيقية والتوقيت بدقة. استخدمت الأنظمة القديمة أنظمةً قائمة على القواعد ونماذج ماركوف، لكن الأنظمة الحديثة تستخدم التعلم العميق بشكل كبير. استُخدمت الشبكات العصبية المتكررة (RNNs)، وبشكل أدق شبكات الذاكرة طويلة المدى (LSTM)، في نمذجة التبعيات الزمنية للتسلسلات الموسيقية. ويمكن استخدامها لتوليد الألحان والتناغمات والنقاط المضادة في مختلف الأنواع الموسيقية.
أصبحت نماذج المحولات، مثل محول الموسيقى وميوزنت، أكثر شيوعًا لتوليد الرموز نظرًا لقدرتها على نمذجة التبعيات طويلة المدى وقابلية التوسع. واستُخدمت هذه النماذج لتوليد موسيقى متعددة الآلات متعددة الأصوات وتقليد أسلوبي.

### توليد الموسيقى الصوتية
تُولّد هذه الطريقة الموسيقى كموجات صوتية خام بدلاً من التدوين الرمزي. تُعد شبكة ويف نت من ديب مايند مثالاً مبكراً على استخدام أخذ العينات الانحداري التلقائي لتوليد صوت عالي الدقة. وتُستخدم الشبكات التوليدية التنافسية (GANs) وأجهزة التشفير التلقائي المتغيرة (VAEs) بشكل متزايد في توليف نسيج الصوت الجديد ودمج جرس الصوت لآلات موسيقية مختلفة.
يستخدم إن سينث (Neural Synthesizer)، وهو مشروع تابع لشركة جوجل ماجنتا، برنامج ترميز ذاتي يشبه ويف نت لتعلم التمثيلات الصوتية الكامنة وبالتالي توليد أصوات آلية جديدة تمامًا.

### استرجاع المعلومات الموسيقية (MIR)
استرجاع المعلومات الموسيقية (MIR) هو استخراج المعلومات الموسيقية ذات الصلة من التسجيلات الصوتية لاستخدامها في تطبيقات مثل تصنيف النوع، والتعرف على الآلات، والتعرف على الحالة المزاجية، واكتشاف الإيقاع، وتقدير التشابه. كانت شبكات CNN على ميزات الطيف دقيقة للغاية في هذه المهام. تُستخدم أيضًا آلات الدعم المتجهية (SVMs) وأقرب الجيران (k-NN) للتصنيف على ميزات مثل معاملات سيبسترا الترددية ميل (MFCCs).

### الأنظمة الهجينة والتفاعلية
تجمع الأنظمة الهجينة بين الأساليب الرمزية والصوتية للاستفادة من نقاط قوتها. يمكنها تأليف مقطوعات رمزية عالية المستوى وتوليفها كصوت طبيعي. تتيح الأنظمة التفاعلية الآنية للذكاء الاصطناعي الاستجابة الفورية للمدخلات البشرية لدعم الأداء الحي. يُستخدم التعلم التعزيزي والوكلاء القائمون على القواعد عادةً لتمكين الإبداع المشترك بين الإنسان والذكاء الاصطناعي في سياقات الارتجال.

### الحوسبة العاطفية وأنظمة الموسيقى الواعية للعواطف
تُمكّن تقنيات الحوسبة العاطفية أنظمة الذكاء الاصطناعي من تصنيف الموسيقى أو إنشائها بناءً على محتواها العاطفي. تستخدم النماذج سمات موسيقية، مثل الإيقاع والنمط والجرس، لتصنيف مشاعر المستمع أو التأثير عليها. وقد دُرِّبت نماذج التعلم العميق على تصنيف الموسيقى بناءً على محتواها العاطفي، بل وحتى إنشاء موسيقى تهدف إلى إحداث تأثيرات عاطفية.

### أنظمة التوصية بالموسيقى القائمة على الذكاء الاصطناعي
يستخدم مُوصِي الموسيقى الذكاء الاصطناعي لاقتراح مسارات موسيقية للمستخدمين بناءً على ما سمعوه، وأذواقهم، والمعلومات المتاحة في السياق. وتُطبَّق على نطاق واسع التصفية التعاونية، والتصفية القائمة على المحتوى، والتصفية الهجينة، مع استخدام التعلم العميق للضبط الدقيق. وتُستخدم أساليب التحليل البياني وعوامل المصفوفة في الأنظمة التجارية مثل سبوتيفاي ويوتيوب ميوزيك لتمثيل العلاقات المعقدة بين المستخدم والعنصر.

### الذكاء الاصطناعي للخلط والإتقان التلقائي
يُستخدم الذكاء الاصطناعي أيضًا في أتمتة هندسة الصوت، مثل المزج والإتقان. تعمل هذه الأنظمة على تسوية الصوت وموازنة الصوت وتوزيعه وضغطه لإنتاج مخرجات صوتية متوازنة. تستخدم برامج مثل لاندر وايزوتوب أوزون التعلم الآلي لمحاكاة قرارات مهندسي الصوت المحترفين.

### توليد كلمات الأغاني والمساعدة في كتابتها
ينطبق توليد اللغة الطبيعية أيضًا على مساعدة كتابة الأغاني وتوليد كلمات الأغاني. وقد أثبتت نماذج اللغة المُحوِّلة، مثل جي بي تي-3، قدرتها على توليد كلمات أغاني أسلوبية ومتماسكة من خلال إدخال إشارات أو مواضيع أو مشاعر. كما توجد برامج ذكاء اصطناعي تُساعد في تصميم القافية، وعدد المقاطع، وشكل القصيدة.

### الأنظمة متعددة الوسائط وعبر الوسائط
تشمل التطورات الحديثة أنظمة الذكاء الاصطناعي متعددة الوسائط التي تدمج الموسيقى مع وسائط أخرى، مثل الرقص والفيديو والنصوص. ويمكن لهذه الأنظمة توليد موسيقى خلفية متزامنة مع مقاطع الفيديو، أو إنتاج رقصات من مدخلات صوتية. وتتيح أنظمة الاسترجاع متعددة الوسائط البحث عن الموسيقى باستخدام الصور أو النصوص أو الإيماءات.

## التأثير الثقافي
لقد تسبب ظهور موسيقى الذكاء الاصطناعي في إثارة نقاشات ثقافية ساخنة، وخاصة تأثيرها على الإبداع والأخلاق والجمهور. على الرغم من الإشادات التي أثيرت حول ديمقراطية إنتاج الموسيقى، فقد أثيرت مخاوف بشأن تأثيرها على المنتجين والجمهور والمجتمع بشكل عام.

### ردود الفعل والخلافات
كان التطبيق الأكثر إثارة للجدل في مجال إنشاء الموسيقى باستخدام الذكاء الاصطناعي هو إساءة استخدامه لإنتاج أعمال مسيئة. تم استخدام منصات الذكاء الاصطناعي الموسيقية في عدة حالات لإنتاج أغانٍ بكلمات مسيئة عنصرية أو معادية للسامية أو تحتوي على عنف وتم اختبار الاعتدال والمساءلة في منصات الذكاء الاصطناعي التوليدية. [] لقد جددت هذه القضية الجدل حول المساءلة لدى المستخدمين والمطورين في إنتاج مخرجات أخلاقية في النماذج التوليدية.
إلى جانب ذلك، استنكر العديد من المنتجين والفنانين استخدام موسيقى الذكاء الاصطناعي لما تشكله من تهديد للأصالة والحرفية اليدوية والأصالة الثقافية. تفتقر الموسيقى التي تُنتجها الذكاء الاصطناعي إلى الذكاء العاطفي والحياة العملية التي يعتمد عليها العمل البشري، وفقًا لمنتقديها. يأتي هذا القلق في عصرٍ يشهد تزايدًا مستمرًا في الأغاني المُنتجة بواسطة الذكاء الاصطناعي على المنصات، والتي يعتبرها البعض تقليلًا من شأن الفن البشري.]

### الموسيقيون مقابل المستهلكين
ومن المثير للاهتمام أن الموسيقيين المحترفين كانوا عمومًا أكثر رفضًا لاستخدام الذكاء الاصطناعي في إنتاج الموسيقى، في حين كان المستهلك أو المستمع العام متقبلًا أو محايدًا للفكرة. أظهرت الدراسات الاستقصائية أنه في السياق التجاري، لا يعرف المستهلك العادي في كثير من الأحيان أو حتى لا يهتم بما إذا كان يستمع إلى موسيقى صنعها البشر أو الذكاء الاصطناعي، وأن نسبة عالية تقول إنها لا تؤثر على استمتاعه. [] إن التناقض بين مشاعر الفنان ومشاعر المستهلك قد يكون له عواقب بعيدة المدى فيما يتعلق بالاقتصاد المستقبلي داخل صناعة الموسيقى والقيمة المخصصة للإبداع البشري.

### الإدراك العام والإدراك العام
ترتبط القيمة الثقافية الممنوحة لموسيقى الذكاء الاصطناعي بشكل مماثل بالتصورات الشعبية العامة فيما يتعلق بالذكاء الاصطناعي التوليدي. لقد ثبت أن كيفية استقبال العمل الإبداعي الذي تنتجه الذكاء الاصطناعي - سواء كان موسيقى أو كتابة - من منظور بشري يعتمد على عوامل مثل المعنى العاطفي والأصالة. [] طالما أن الناتج من الذكاء الاصطناعي مقنع وجذاب، فقد يكون الجمهور في بعض الحالات على استعداد لقبول الموسيقى التي لا يكون مؤلفها إنسانًا، مع إمكانية إعادة تشكيل الاتفاقيات المتعلقة بالمبدعين والإبداع.

## الاتجاهات المستقبلية
لا يزال مجال الموسيقى والذكاء الاصطناعي في طور التطور. وتشمل بعض الاتجاهات المستقبلية الرئيسية للتقدم التقدم في نماذج الأجيال، والتغييرات في كيفية تعاون البشر والذكاء الاصطناعي موسيقيًا، وتطوير الأطر القانونية والأخلاقية لمعالجة تأثير التكنولوجيا.

### التطورات في نماذج التوليد
ومن المتوقع أن يتجاوز البحث والتطوير في المستقبل التقنيات الراسخة مثل الشبكات التنافسية التوليدية (GANs) والمشفرات التلقائية المتغيرة (VAEs). تظهر الهندسة المعمارية الأحدث مثل نماذج الانتشار والشبكات القائمة على المحولات وعدًا بإنشاء موسيقى أكثر تعقيدًا ودقة وتماسكًا من الناحية الأسلوبية. قد تؤدي هذه النماذج إلى إنتاج صوت عالي الجودة وهيكل أفضل على المدى الطويل في المؤلفات الموسيقية.

### التعاون بين الإنسان والذكاء الاصطناعي
بالإضافة إلى عملية التوليد نفسها، فإن الاتجاه المستقبلي المهم الذي ينطوي على الاهتمام يتضمن تعميق التعاون بين الموسيقيين البشر والذكاء الاصطناعي. تركز التطورات بشكل متزايد على فهم الطريقة التي يمكن أن تحدث بها هذه التعاونات، وكيف يمكن تسهيلها لتكون سليمة أخلاقياً. يتضمن ذلك دراسة تصورات الموسيقيين وتجاربهم مع أدوات الذكاء الاصطناعي لإبلاغ تصميم الأنظمة المستقبلية. ويقوم البحث باستكشاف هذه النماذج التعاونية بشكل نشط في مجالات مختلفة. على سبيل المثال، تبحث الدراسات في كيفية تصميم الذكاء الاصطناعي بالتعاون مع متخصصين مثل معالجي الموسيقى للعمل كشركاء داعمين في العمليات الإبداعية والعلاجية المعقدة، مما يُظهر اتجاهًا نحو تطوير الذكاء الاصطناعي ليس فقط كأداة إنتاج، ولكن كمكون متكامل مصمم لتعزيز المهارات البشرية.

### التغييرات التنظيمية والاعتبارات الأخلاقية
ومع تزايد قدرة وانتشار الموسيقى التي تولدها الذكاء الاصطناعي، فمن المتوقع أن تستمر الأطر القانونية والأخلاقية في جميع أنحاء العالم في التكيف. تركزت مناقشات السياسة الحالية على ملكية حقوق النشر، واستخدام الذكاء الاصطناعي لتقليد الفنانين (التزييف العميق)، والتعويض العادل للفنانين. تظهر الجهود التشريعية والمناقشات الأخيرة، مثل تلك المتعلقة بسلامة الذكاء الاصطناعي وتنظيمه في أماكن مثل كاليفورنيا، التحديات التي تنطوي عليها عملية موازنة الابتكار مع المخاطر المحتملة والتأثيرات المجتمعية. يعد تتبع هذه التطورات أمرًا بالغ الأهمية لفهم مستقبل الذكاء الاصطناعي في صناعة الموسيقى.

## للقراءة الإضافية
- Understanding Music with AI: Perspectives on Music Cognition نسخة محفوظة 2021-01-10 على موقع واي باك مشين.. Edited by Mira Balaban, Kemal Ebcioglu, and Otto Laske. AAAI Press.
- Proceedings of a Workshop held as part of AI-ED 93, World Conference on Artificial Intelligence in Education on Music Education: An Artificial Intelligence Approach
- Tanguiane (Tangian)، Andranick (1993). Artificial Perception and Music Recognition. Lecture Notes in Artificial Intelligence. Berlin-Heidelberg: Springer. ج. 746. ISBN:978-3-540-57394-4.
- Artificial Intelligence - Intelligent Art? Human-Machine Interaction and Creative Practice. (Digital Society - Digitale Gesellschaft). Edited by Voigts, Eckart, Robin Auer, Dietmar Elflein, Sebastian Kunas, Jan Röhnert, Christoph Seelinger Bielefeld: transcript,2024.

## وصلات خارجية
- مجموعة أبحاث المعلوماتية الموسيقية
- معهد البحوث والتنسيق الصوتي/ الموسيقى
- المركز متعدد التخصصات للأبحاث في الموسيقى
- ميكس ديفيل - هل الذكاء الاصطناعي جيد لمنتجي الموسيقى جور
- أوبن دريم